# Klods Hans (tidsskrift)
 For alternative betydninger, se Klods Hans (flertydig). (Se også artikler, som begynder med Klods Hans)
Klods Hans var et dansksproget tidsskrift, der blev udgivet i København i perioden fra 1907 til 1909.
| Bog | Spire Denne artikel om bøger og tidsskrifter er en spire som bør udbygges. Du er velkommen til at hjælpe Wikipedia ved at udvide den. |